# Linia Mannerheim

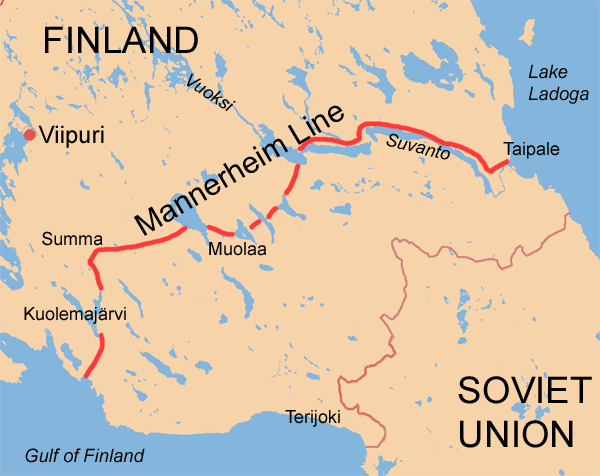
Linia Mannerheim

Linia Mannerheim a fost o linie defensivă creată sub conducerea mareșalului Carl Gustaf Emil Mannerheim. Linia a apărat Finlanda de invazia rusă în timpul războiului sovieto-finlandez din iarna 1939-1940.
Linia a fost construită în două faze: între anii 1920–1924 și 1932–1939. Se întindea din Lacul Ladoga  până la Golful Finic.
În comparație cu Linia Maginot format din buncăre uriașe, Linia Mannerheim utiliza posibilitățile terenului, fiind folosiți copaci căzuți la pământ sau stânci. Astfel costurile Liniei Mannerheim nu au fost uriașe.
Atunci, când în noiembrie 1939 a început Războiul de iarnă, linia nu era nici pe departe terminată. 

## Context

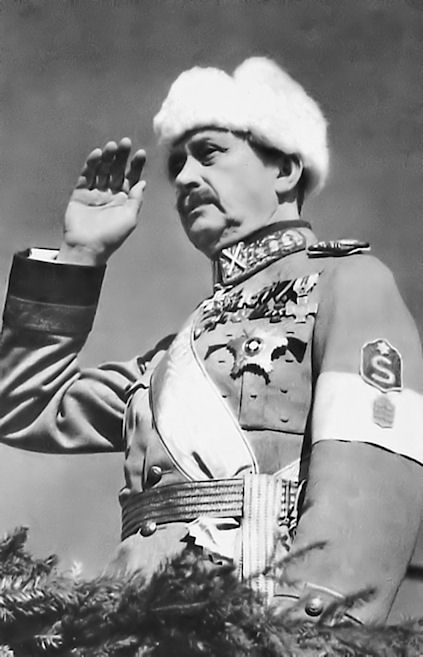
Mannerheim

După Revoluția din Octombrie din Rusia, finlandezii și-au declarat independența în 1917. Deși Rusia Sovietică a recunoscut independența Finlandei, finlandezii nu au avut încredere în sinceritatea lor. Relația dintre cele două țări s-a deteriorat, Rusia Sovietică susținând Gărzile Roșii din Finlanda în timpul Războiului Civil Finlandez în 1918. După victoria Gărzilor Albe, un grup de comuniști finlandezi a fugit în Rusia Sovietică și au stabilit Partidul Comunist Finlandez.

În general, comunismul a fost văzut ca o amenințare pentru sistemul democratic. Situația era periculoasă pentru o națiune nouă ca Finlanda, mai ales că și capitala noii revoluții comuniste a fost în apropiere în Petrograd, (acum Sankt Petersburg). 
Mai mult decât atât, înainte de Tratatul ruso-finlandez de la Tartu în 1921, zona de frontieră era agitată. Fostul general al Rusiei Imperiale, Emil Mannerheim, s-a opus bolșevicilor. În timpul războiului civil rus, în 1919, finlandezii chiar au luat în considerare sprijinirea un asalt al Gărzilor Albe la Petrograd, dar acest plan a fost abandonat pentru că situația militară în războiul civil rus s-a schimbat (finlandezii, de asemenea, nu credeau că Gărzile Albe ar susține independența Finlandei). Lucrările de construcții de pe istmul Carelia a început deja atunci, când bolșevicii au câștigat războiul civil rus în 1922.

## Istoricul construcției

### Planuri în 1918

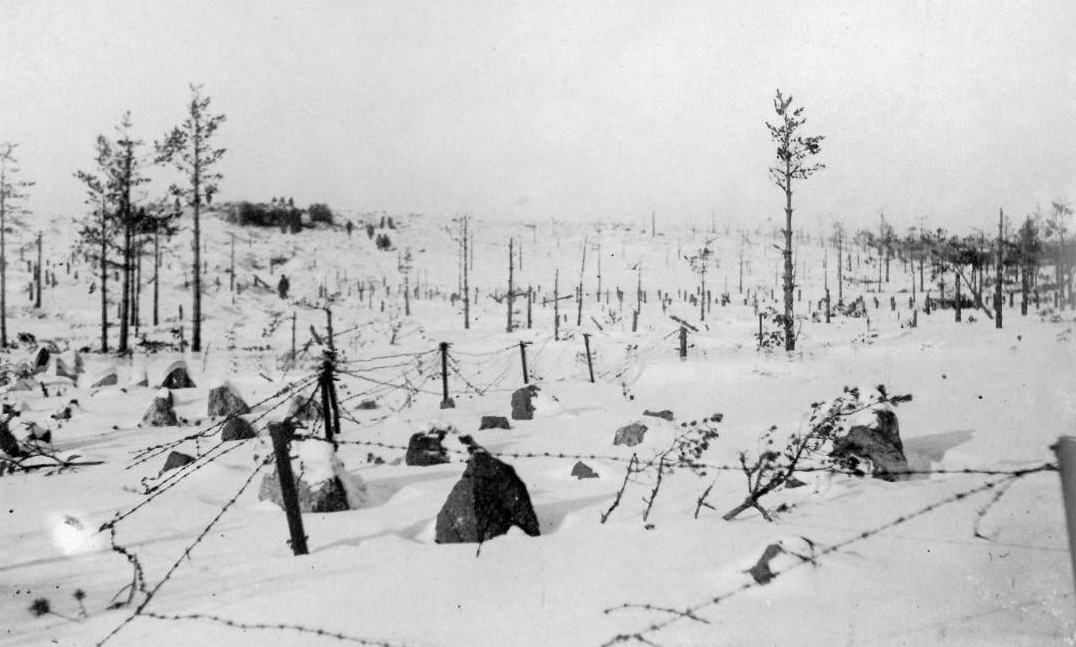
Parte a liniei Mannerheim: în prim plan sârmă și obstacole de piatră, în stânga în fundal un buncăr, 1940

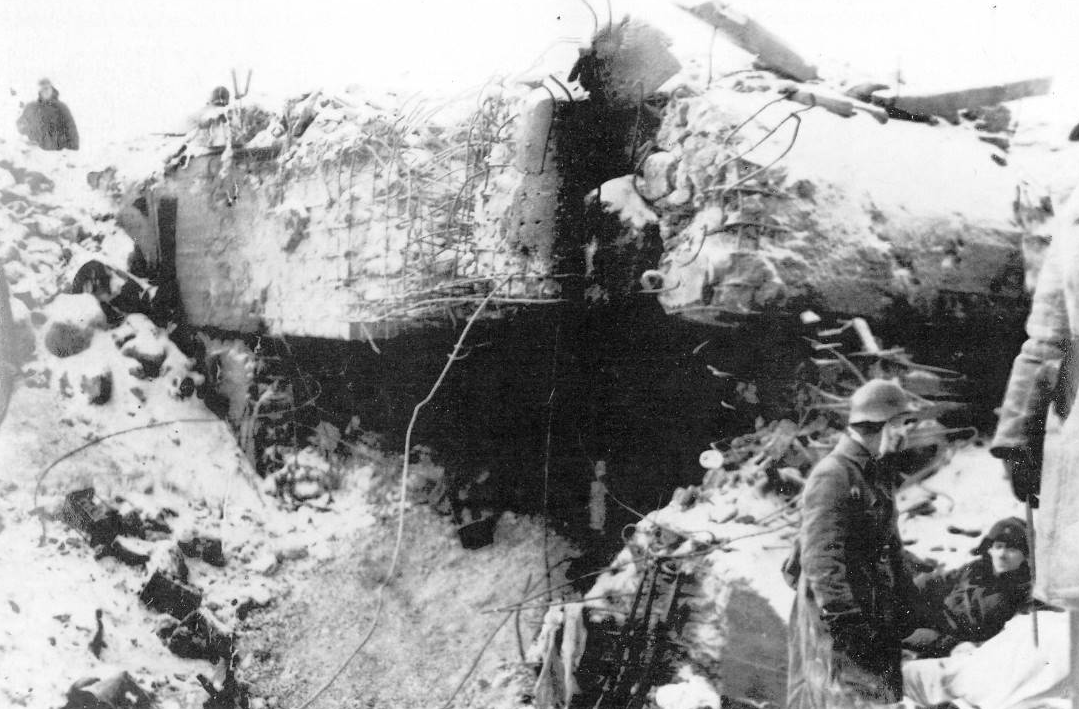
Buncăr distrus de Armata Roșie, 1940

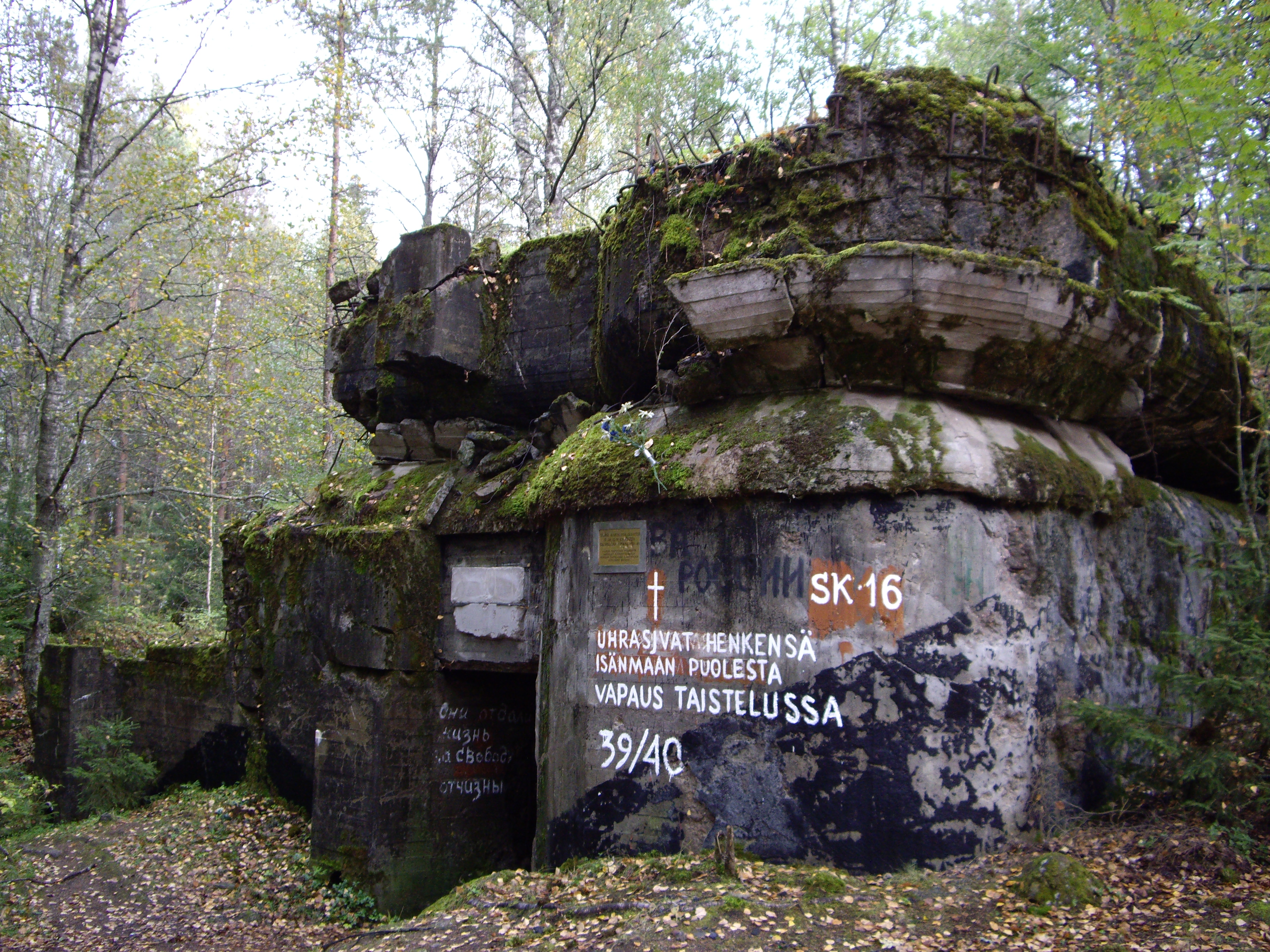
Buncărul Sk16, ca parte a Liniei Mannerheim, fotografiat în 2009

În timpul războiului civil din 1918, guvernul finlandez și înaltul comandament au început să elaboreze planuri de apărare pentru a se proteja împotriva posibilelor atacuri din partea Uniunii Sovietice. 
Un astfel de traseu principal a fost Istmul Carelia. Partea cea mai în pericol de a fi atacată de sovietici a acestui istm era la vest, lângă Golful Finic, partea de est era mai bine protejată de căile naturale de apă ale râurilor Vuoksi, Suvanto și Taipaleenjoki. Primele planuri pentru o linie defensivă au fost comandate de Mannerheim de la voluntarul suedez locotenent-colonelul A. Rappe la începutul lunii mai 1918. Linia lui Rappe a fost plasată aproape de graniță și concepută pentru a proteja două linii de cale ferată care treceau granița, care ar putea fi folosit într-un contraatac către Petrograd. Când Mannerheim a demisionat la sfârșitul lunii mai, planurile lui Rappe au fost abandonate.
Tânăra națiune nu poseda trupe de pază, iar zona de frontieră era nesigură. Securitatea frontierei de pe istm a fost responsabilitatea diviziei a 2-a și a unităților locale de Gărzi Albe în iunie 1918. În această formă li s-a încredințat și securitatea construcției fortificației. Primele eforturi de construcție s-au materializat prin depozite slabe, fără beton.
Germanii îi ordonaseră colonelului O. von Brandenstein să investigheze pozițiile defensive de pe istmul Karelian; care a predat planul său pe 16 iulie. El a fost primul care a sugerat utilizarea istmurilor lacurilor, unde lacuri mai mici precum Lacul Kuolemajärvi, Lacul Muolaa, Lacul Suvanto și râul Taipaleenjoki au împărțit Istmul Karelian în secțiunile de uscat mai scurte, mai ușor de apărat, planul său a fost inițial aprobat de înaltul comandament finlandez în august 1918. În octombrie 1918, guvernul finlandez a alocat 300.000 de mărci pentru lucrare, care urma să fie efectuată de pionieri germani și finlandezi, precum și de prizonierii de război ruși. Cu toate acestea, banii alocați au fost insuficienți, iar lipsa materialelor de construcție și a forței de muncă calificate a împiedicat construirea de fortificații adecvate. Odată cu înfrângerea Germaniei în Marele Război, planul lui von Brandenstein a fost abandonat.

### Buncăre din beton nearmat în 1919–1924
În octombrie 1919, șeful de stat major finlandez, generalul-maior Oscar Enckell, a amplasat linia, în mare parte urmând linia inițială pe care îl prezentase von Brandenstein. Maiorul J. Gros-Coissy, membru al comisiei militare franceze, a proiectat fortificațiile împreună cu Lt-Col. finlandez Johan Fabritius. În timpul primei perioade de construcție, Fabritius a sugerat mutarea liniei defensive mai departe spre sud-est. Statul major a discutat problema, dar au fost urmate planurile anterioare ale lui Enckell. În plus, fondurile insuficiente au dus la un dezacord între ofițeri și Enckell a demisionat în 1924. Lucrările de construcție au fost întrerupte pentru o perioadă lungă de timp.
Antreprenorul principal al fortificațiilor a fost compania finlandeză de construcții Ab Granit Oy. Prima sută de buncăre mici au fost construite în perioada 1920–1924. Din motive de cost, fortificațiile dure din prima fază au fost din beton nearmat, care asigura doar protecție parțială. Densitatea de compresie a betonului a fost prea mică pentru a oferi rezistență la ceva mai mare decât artileria medie.

### Primele buncăre mari 1932–1937

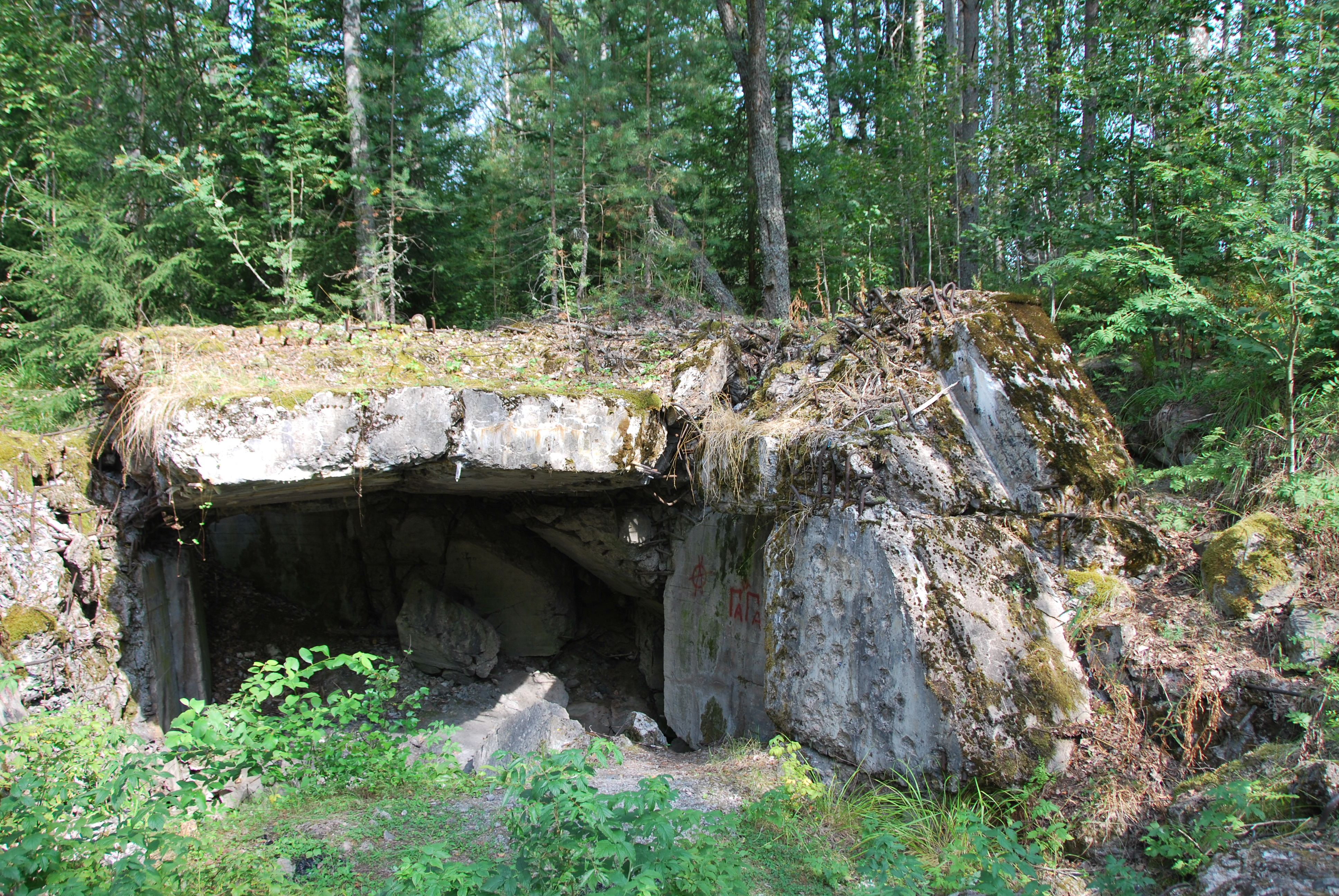
Buncărul Le7, parte a Liniei Mannerheim fotografiat în 2010

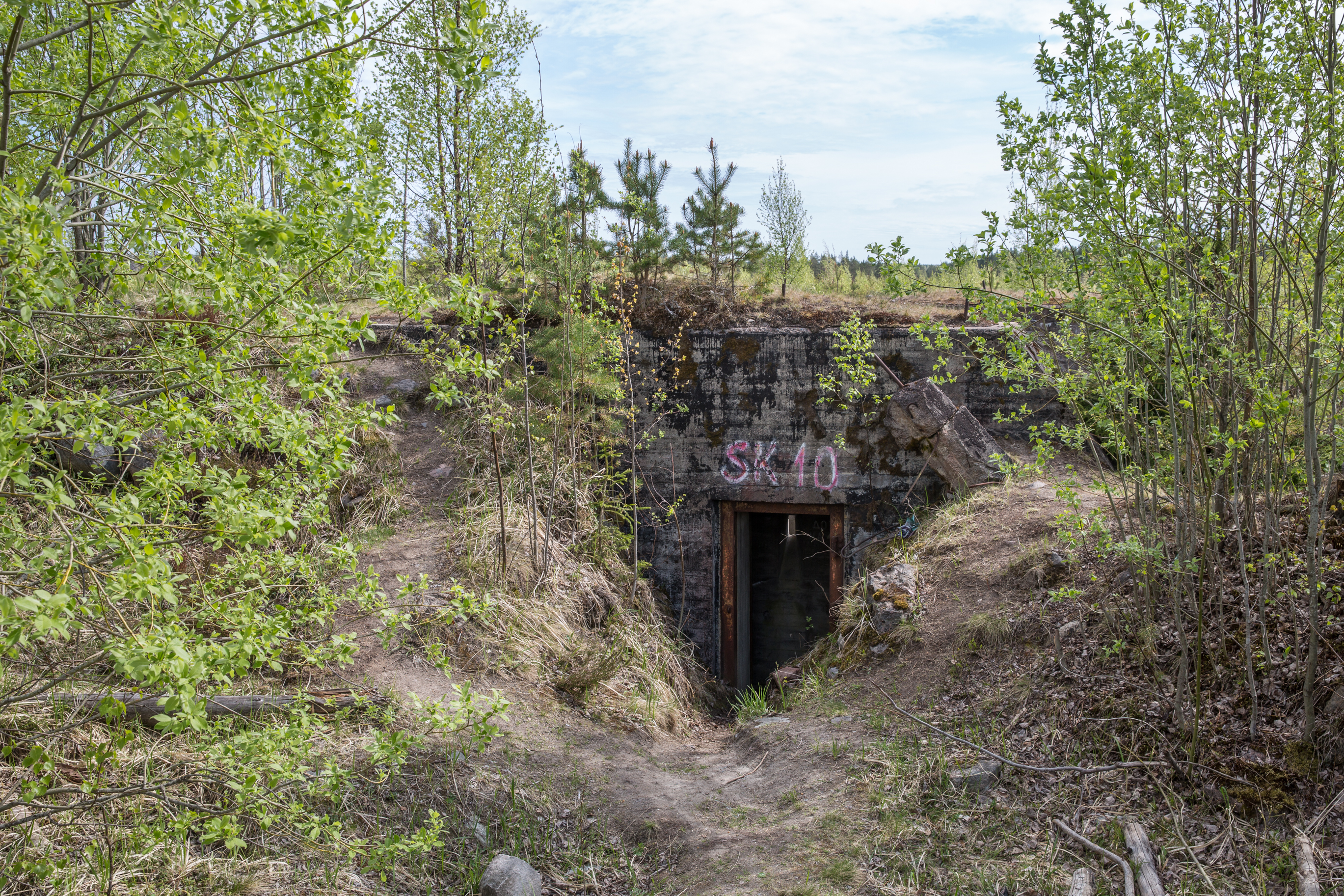
Buncărul SK10 Summa fotografiat în 2017

A doua fază de construcție a început la 1 aprilie 1934, cu Fabritius la conducerea lucrărilor de construcție. El a proiectat două noi tipuri de buncăre, Ink 1 și Ink 2. Buncărele au fost concepute în principal pentru cazarea trupelor. Un buncăr avea de obicei 15-20 de metri lungime și 5-6 metri lărgime. Un batalion de pionieri a construit șase buncăre în sectorul Inkilä.
Între 1932 și 1938, bugetul apărării a fost de așa natură încât finlandezii nu puteau construi decât două sau trei buncăre pe an. În 1936 și 1937 au construit două puncte fortificate mari, Sk10 și Sj4 în zonele Summankylä și Summajärvi. Au fost construite și două buncăre mai mici, Le6 și Le7, în sectorul Leipäsuo, și Ink6, în sectorul Inkilä. Noile buncăre difereau de proiectele anterioare prin faptul că cazarea trupelor lor era situată între camerele tunurilor, economisind astfel costul betonului armat scump; acoperișul era protejat de doi până la trei metri de pământ și unul până la trei metri de pietriș.

### Perioada anilor 1938-1939
Fortificațiile defensive din Karelia au primit mult mai multe fonduri și resurse din mai 1938, pe măsură ce situația europeană s-a înrăutățit. Finlandezii au construit noi fortărețe și le-au modernizat pe cele vechi. În Summakylä și Summajärvi au construit două buncăre mari Sk 11, un „Peltola”, un Sj 5, un „Miljoonalinnake” și un al treilea incomplet, Sk 17. Aceste buncăre aveau adăposturi de incendiu mai bune, ventilație și un clopote de observare.
În Suurniemi, lângă Muolaanjärvi, finlandezii au început construcția a șapte noi buncăre, Su 1-7. Alte două, Su 3 și Su 4, au fost pentru cazare, iar restul au fost pentru cuiburi de mitraliere. Au modernizat și acele structuri construite în anii 1920. Buncărele mai vechi au primit o capacitate suplimentară de foc de flanc și au fost mărite. 
Linia era încă incompletă în noiembrie 1939.

## Spionajul sovietic
Spionajul sovietic a lucrat în Finlanda la mai multe niveluri. Partidul comunist finlandez, condus din Uniunea Sovietică, avea propria linie militară de raportare la Comitetul Central. Informațiile sale s-au concentrat asupra armatei finlandeze, înregistrând locațiile artileriei finlandeze și pozițiile defensive. Cele mai importante organizații de spionaj sovietic din Finlanda au fost NKVD și Departamentul IV al Statului Major al Armatei. Districtul militar Leningrad, Flota Mării Baltice și trupele de frontieră sub NKVD au condus operațiuni de spionaj.
Finlandezii au dezvăluit două cazuri de spionaj în perioada anilor 1930. Vilho Pentikäinen, un fotograf din Statul Major finlandez, a evadat în Uniunea Sovietică în 1933. Al doilea caz a fost al lui Simo Haukka, care a făcut fotografii și a măsurat drumuri și terenuri pentru spionajul sovietic în 1935.
Spionajul sovietică au publicat o carte secretă cu fotografii și foarte detaliată a terenului și a fortificațiilor finlandeze în 1938. Cartea includea un raport de șapte pagini descriere și 22 de pagini de hărți și fotografii.